# Ollonmaskar
Ollonmaskar (Enteropneusta) är en klass svalgsträngsdjur som innehåller cirka 70 arter. De har en tredelad cylindrisk kropp, och kan vara alltifrån cirka 2,5 cm till upp till 2,5 meter långa. Ollonmaskarna lever huvudsakligen på havsbotten.